# Lobophylliidae
Famille
Les Lobophylliidae sont une famille de scléractiniaires (coraux durs).

## Liste des genres
Selon World Register of Marine Species (18 novembre 2014) :
- genre Acanthastrea Milne Edwards & Haime, 1848 — 12 espèces
- genre Cynarina Brüggemann, 1877 — 2 espèces
- genre Echinomorpha Veron, 2000 — 1 espèce
- genre Echinophyllia Klunzinger, 1879 — 8 espèces
- genre Homophyllia Brüggemann, 1877 — 1 espèce
- genre Lobophyllia de Blainville, 1830 — 9 espèces
- genre Micromussa Veron, 2000 — 3 espèces
- genre Moseleya Quelch, 1884 — 1 espèce
- genre Oxypora Saville-Kent, 1871 — 6 espèces
- genre Parascolymia Wells, 1964 — 2 espèces
- genre Symphyllia Milne Edwards & Haime, 1848 — 8 espèces

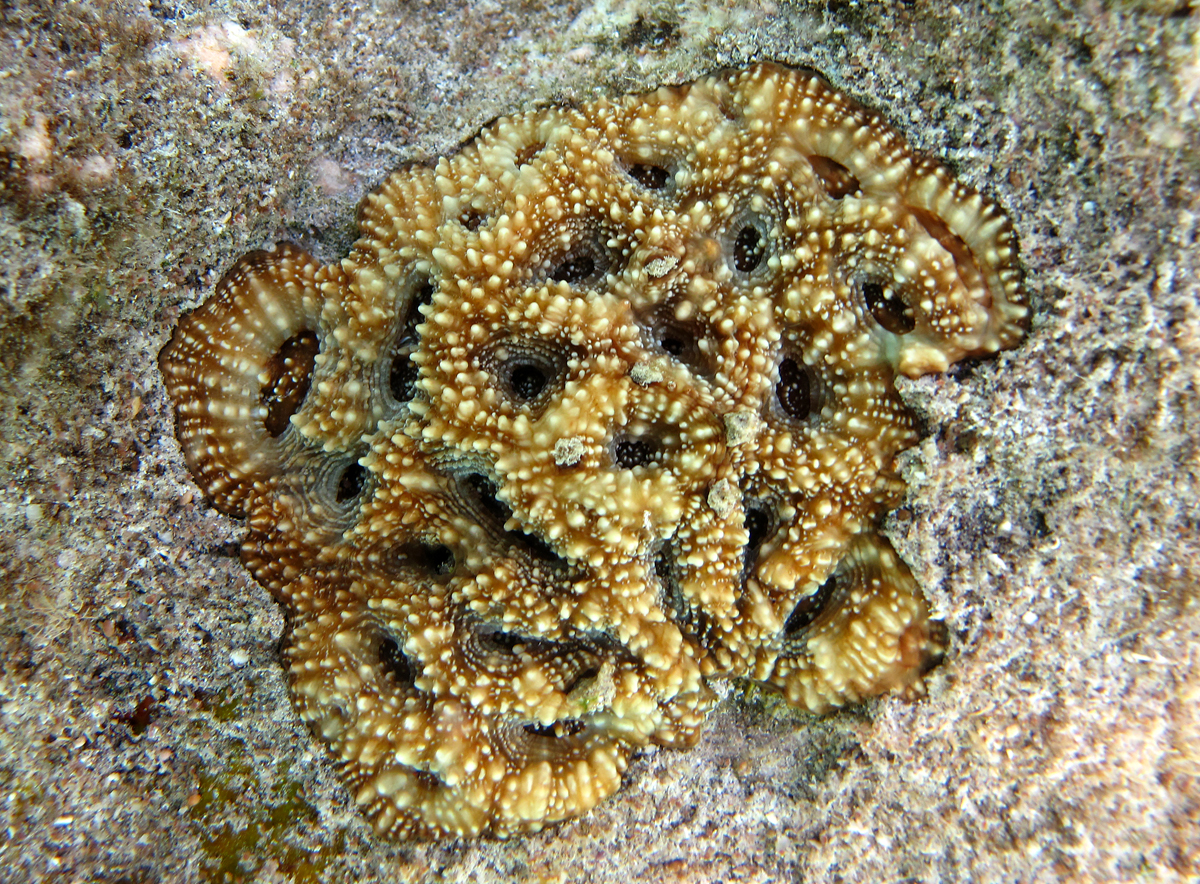
Acanthastrea echinata.
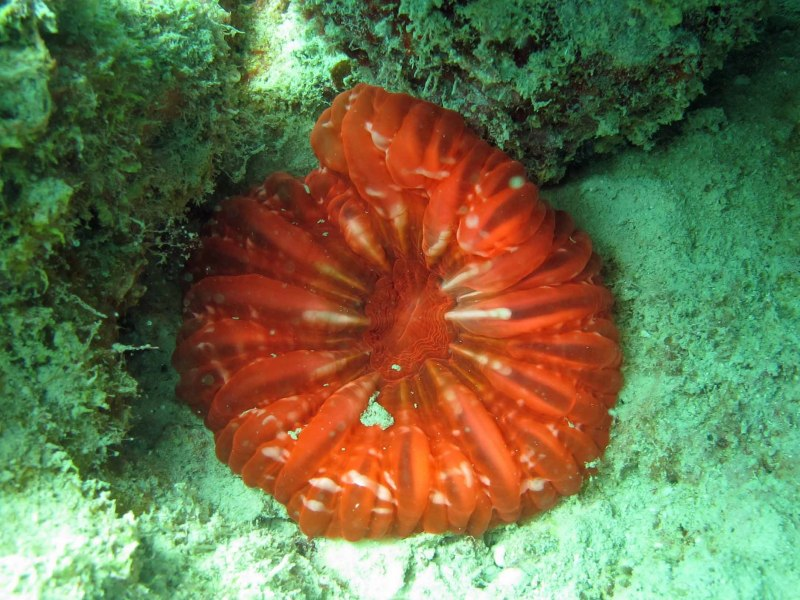
Cynarina lacrymalis.
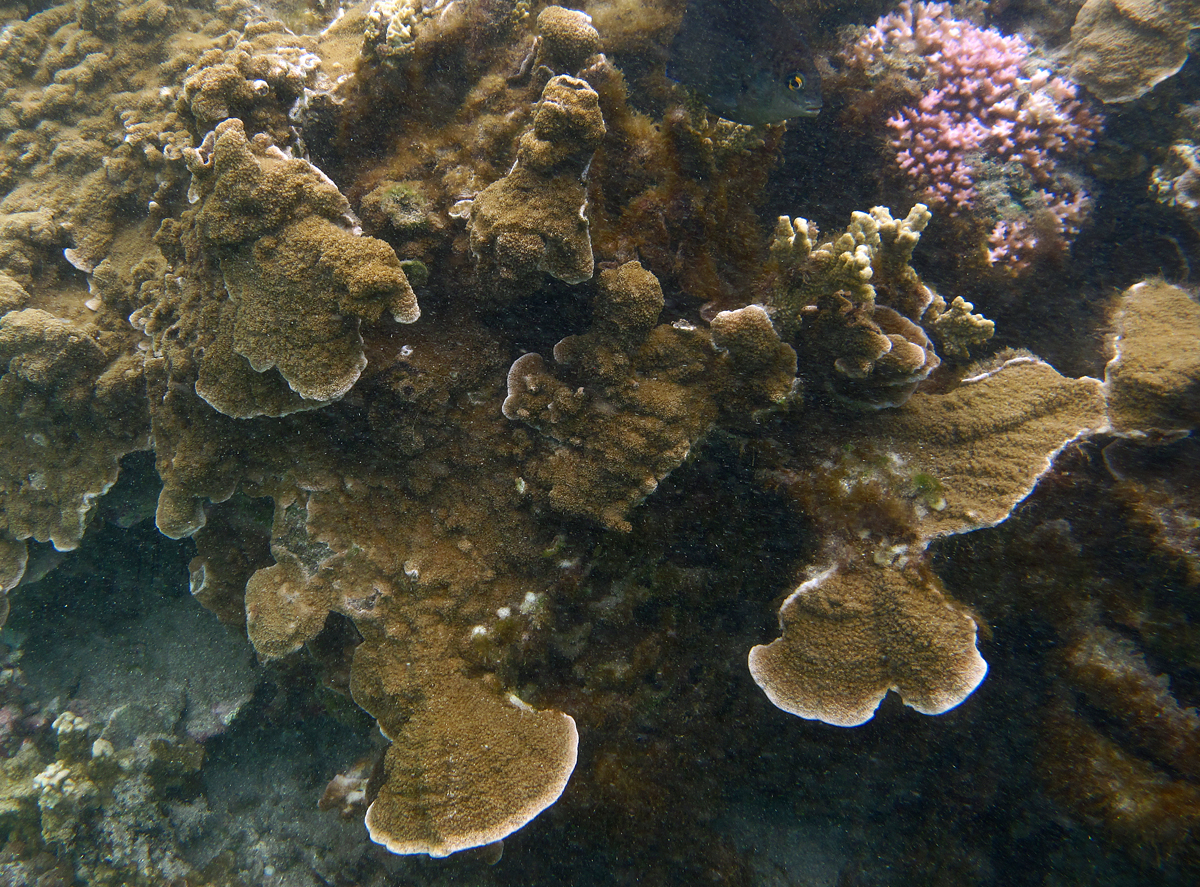
Echinophyllia aspera.
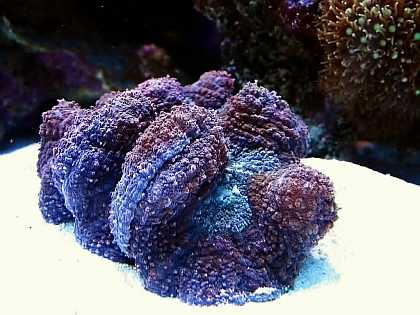
Lobophyllia hemprichii.
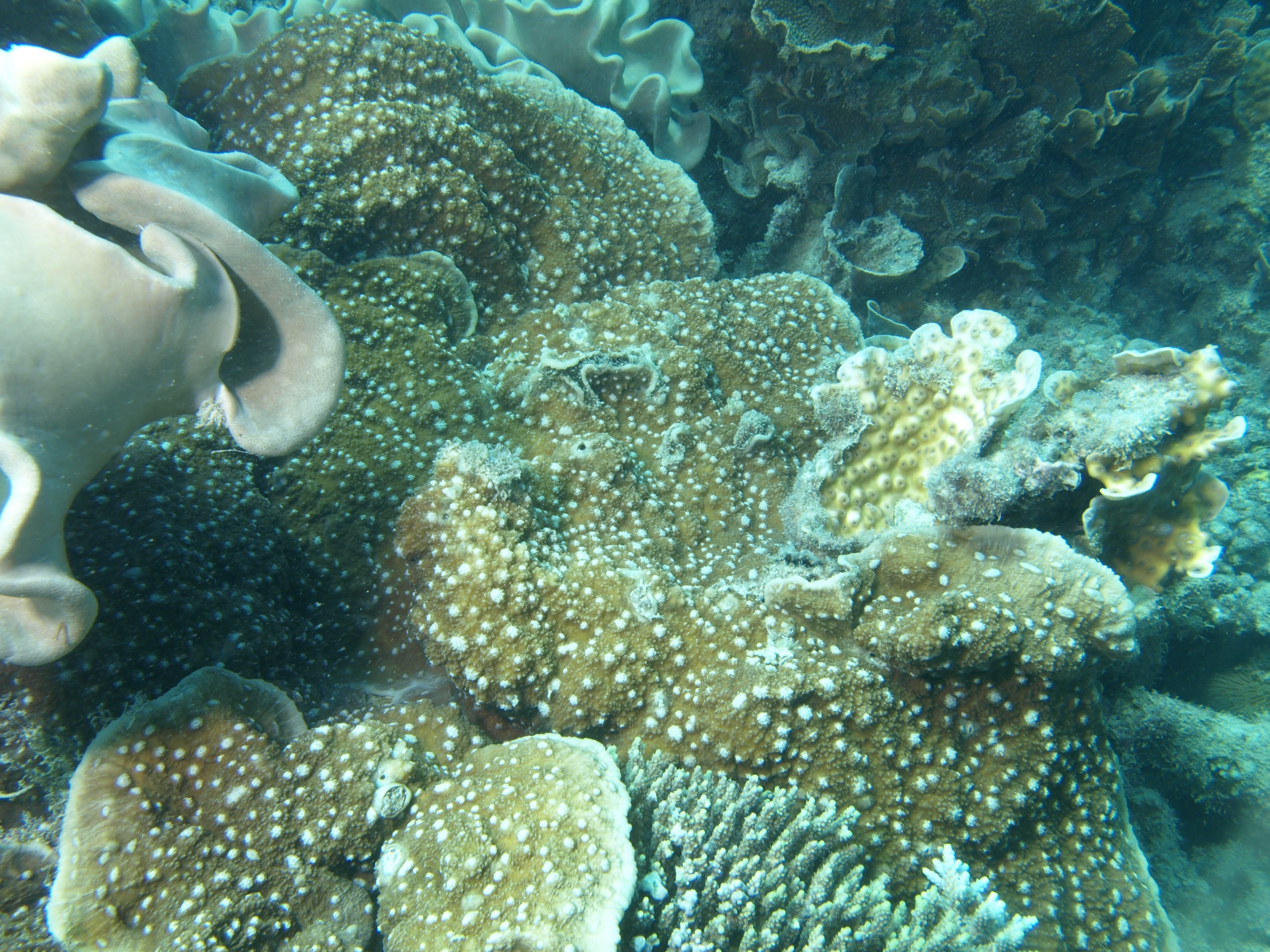
Oxypora lacera.
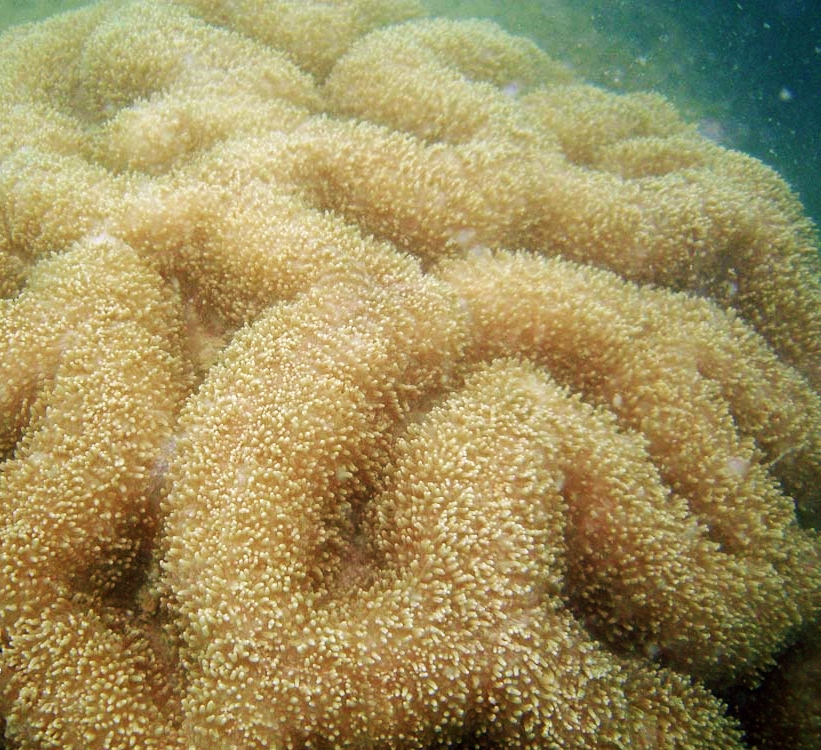
Symphyllia radians.